# Блага Алексова
Блага Áлексова (24 січня 1922, Тетово, Королівство Югославія — 12 липня 2007, Скоп'є, Північна Македонія) — македонська вчена, академік. Вважається першою жінкою-археологом Північної Македонії.

## Життєпис
Блага Алексова народилася 24 січня 1922 року в Тетово (тоді Королівство Югославія). Закінчила факультет художніх мистецтв в університеті Святих Кирила і Мефодія в Скоп'є. Захистила докторський ступінь в університеті в Любляні. Завдяки інтенсивним дослідженням вона виявила чимало історичних пам'яток (в основному святилищ) у Вардарській Македонії.
У 1975—1983 роках Блага Алексова працювала в Інституті історії мистецтв професором середньовічної й ранньовізантійської археології. Тоді Блага займалася головним чином вивченням середньовічних історичних пам'яток, кераміки, звичаїв і традицій. Відкрила та дослідила стару єпископську базиліку в античному місті Стоби. Проводила археологічні роботи в таких містах і селах Демир-Капія, Баргала, Крупище, Струмиця, Полог, Охрид, Преспа, Дойран, Оризари, Стоби, Радолище та ряд інших.
Керувала міжнародними дослідницькими проектами в Баргале і Стоби. Брала участь у численних наукових зустрічах у Північній Македонії, Сполучених Штатах Америки, Австрії, Великій Британії, Радянському Союзі, Румунії, Туреччини, Болгарії, Італії, Хорватії, Сербії, Греції та Албанії.
Блага Алексова входила до Македонської академії наук і мистецтв (з 1997 року). Пізніше стала професором університету Святих Кирила і Мефодія в Скоп'є, публікувала безліч досліджень в Македонії і за кордоном.
Блага Алексова померла 12 липня 2007 року.